# Zapteryx exasperata
Zapteryx exasperataはノコギリエイ目に属するエイの一種である。

## 分布
太平洋東部、米国のカリフォルニア州からメキシコのマサトラン（カリフォルニア湾を含む）に分布し、水深200メートル以浅の沿岸に生息する。ペルーからも報告があるが、これは同属のZapteryx xysterの誤認と考えられる。

## 形態
体盤は菱形。背面は暗褐色から茶褐色で横縞がある。眼は大きく、吻は丸く短い。尾の長さは体盤と同程度か短い。背面には細かい棘を持ち、正中線上には第一背鰭まで大きな棘が並ぶ。最大で全長124センチメートルの記録がある。性的二形があり、雌は雄より大きい。

## 人との関わり
IUCNは保全状況に関してデータ不足としている。メキシコでは、特にカリフォルニア湾における漁業で、繁殖期である春に水深9-22メートルで最もよく漁獲される。これらの漁業は繁殖に影響を与えていると思われるが、現在のところ保護活動は行われていない。人には無害であるが、接近には敏感に反応する。

## 生態
捕獲される個体の年齢は平均で雌18歳、雄14歳。寿命は最大で22年と推定されている。

### 食性
底生の無脊椎動物や魚類を餌とする。食物連鎖の上位に位置し、沿岸岩礁の底生生物相においては頂点捕食者である。カリフォルニア湾での調査では、幼魚は甲殻類（主にカニ）も食べていたが、成体になるとほぼ硬骨魚のみを餌としており特にPorichthys margaritatus（ガマアンコウの一種）を専食していた。また、少数ではあるが遊泳性の魚類を捕食していることも確認された。

### 繁殖
生殖周期は1年である。妊娠期間は3-4ヶ月で、7月下旬から8月上旬の海水温が最も高い時期に浅い内湾の砂地で出産する。変温動物であるため、水温が高いほど幼魚の成長速度と生存率が向上する。産仔数は母体の大きさによって変わるが、4-11の範囲で平均7である。出生時は平均で全長18センチメートル程度。雄は7歳/全長68センチメートル、雌は9歳/全長77センチメートルで性成熟する。胎児は卵黄を主な栄養源とする卵胎生である。受精卵の性比は等しいが、成体の個体数は雌の方が多い。
地域によって繁殖パターンが異なることも知られている。バハ・カリフォルニア・スル州では、雌雄は春に交尾のために集まるが、その後すぐに分散し、雌のみが出産のために浅い海域に集まるが、カリフォルニア湾ではそのような性的隔離は見られない。また、バハ・カリフォルニア・スル州では排卵から妊娠までにある程度の期間が空くのに対し、カリフォルニア湾では排卵直後に妊娠して胚休眠を行うことが知られている。。環境圧によりこのような差異が生じていると考えられるが、正確な原因は不明である。